# Полиці (Удбина)
44°27′ пн. ш. 15°47′ сх. д. / 44.45° пн. ш. 15.78° сх. д.
Полиці (хорв. Poljice) — населений пункт у Хорватії, у Лицько-Сенській жупанії у складі громади Удбина.

## Населення
Населення за даними перепису 2011 року становило 9 осіб.
Динаміка чисельності населення поселення:

## Клімат
Середня річна температура становить 7,98 °C, середня максимальна — 21,47 °C, а середня мінімальна — -7,47 °C. Середня річна кількість опадів — 1243 мм.
| Клімат поселення                              | Клімат поселення | Клімат поселення | Клімат поселення | Клімат поселення | Клімат поселення | Клімат поселення | Клімат поселення | Клімат поселення | Клімат поселення | Клімат поселення | Клімат поселення | Клімат поселення | Клімат поселення |
| Показник                                      | Січ.             | Лют.             | Бер.             | Квіт.            | Трав.            | Черв.            | Лип.             | Серп.            | Вер.             | Жовт.            | Лист.            | Груд.            |                  |
| Середній максимум, °C                         | 5,60             | 6,59             | 9,60             | 13,55            | 18,16            | 21,47            | 21,46            | 21,23            | 17,18            | 13,11            | 8,08             | 4,19             |                  |
| Середня температура, °C                       | −0,93            | 0,06             | 3,06             | 7,01             | 11,62            | 14,94            | 17,25            | 17,02            | 12,98            | 8,90             | 3,86             | 0,00             |                  |
| Середній мінімум, °C                          | −7,47            | −6,48            | −3,48            | 0,48             | 5,09             | 8,40             | 13,04            | 12,80            | 8,77             | 4,69             | −0,35            | −4,22            |                  |
| Норма опадів, мм                              | 91               | 92               | 94               | 107              | 93               | 93               | 65               | 79               | 118              | 133              | 153              | 125              |                  |
| Середньомісячна швидкість вітру, м/с          | 2.46             | 2.60             | 2.74             | 2.67             | 2.42             | 2.16             | 2.14             | 2.04             | 2.20             | 2.38             | 2.66             | 2.74             |                  |
| Середньомісячна сонячна радіація, кДж/м²·день | 4823             | 7466             | 11023            | 15375            | 19357            | 21401            | 23213            | 20123            | 14932            | 9665             | 5277             | 4002             |                  |
| --------------------------------------------- | ---------------- | ---------------- | ---------------- | ---------------- | ---------------- | ---------------- | ---------------- | ---------------- | ---------------- | ---------------- | ---------------- | ---------------- | ---------------- |
| Джерело:                                      |                  |                  |                  |                  |                  |                  |                  |                  |                  |                  |                  |                  |                  |